# Марія Віцкович
Марія Віцкович (18 грудня 1980, Подгориця, СФРЮ) — сербська акторка театру та кіно. Закінчила Факультет драматичного мистецтва (Белград).

## Вибіркова фільмографія
- Зона Замфірова (2002)
- Вид з Ейфелевої вежі (2005)